# Acomodación (psicología)
La acomodación o ajuste es un concepto psicológico introducido por Jean Piaget. Es, junto con la asimilación, uno de los dos procesos básicos para este autor en el proceso de desarrollo cognitivo del niño.
Por acomodación se entiende el proceso mediante el cual el sujeto modifica sus esquemas (estructuras cognitivas) para poder incorporar a esa estructura cognoscitiva nuevos objetos. Esto puede lograrse a partir de la creación de un nuevo esquema, o la modificación de un esquema ya existente para que el nuevo estímulo pueda ingresar en él. Por esta razón suele considerarse este mecanismo como un cambio cualitativo en el esquema. A partir de estos procedimientos, que Piaget denomina funciones cognitivas se establece el proceso de adaptación y equilibrio cognitivo entre esquema y medio social cognitivo.